# Josef Labuda
Josef Labuda (Bratislava, 13 de dezembro de 1941) é um ex-jogador de voleibol da Eslováquia que competiu pela Tchecoslováquia nos Jogos Olímpicos de 1964.
Em 1964, ele fez parte da equipe tchecoslovaca que conquistou a medalha de prata no torneio olímpico.